# Droga krajowa D208 (Chorwacja)
Droga krajowa D208 (chorw. Državna cesta D208) – krótka droga krajowa na terenie Chorwacji. W całości przebiega przez żupanię medzimurską, łącząc Słowenię z drogą krajową D3 w miejscowości Nedelišće.

## Miejscowości leżące przy D208
- Trnovec
- Gornji Hrašćan
- Nedelišće